# Pont de La Rivoire
Ne doit pas être confondu avec Viaducs de la Rivoire.
Le pont de La Rivoire est un pont ferroviaire métallique sur piles en pierre situé dans la commune française de Vif, en Isère. Il permet le passage de la ligne ferroviaire Grenoble-Veynes (ancienne « Ligne des Alpes ») au-dessus de la vallée du Drac et relie la gare de Saint-George-de-Commiers à la gare de Vif.

## Étymologie
Le pont de La Rivoire est nommé en référence au hameau de la Rivoire de Vif ainsi qu'à la gorge (ou vallon) de La Rivoire où se trouve la gare de Vif, située entre les montagnes du Petit Brion et du Grand Brion.
La Rivoire viendrait du mot « Robaria », qui signifie « bois de chênes ».

## Situation

### Situation générale

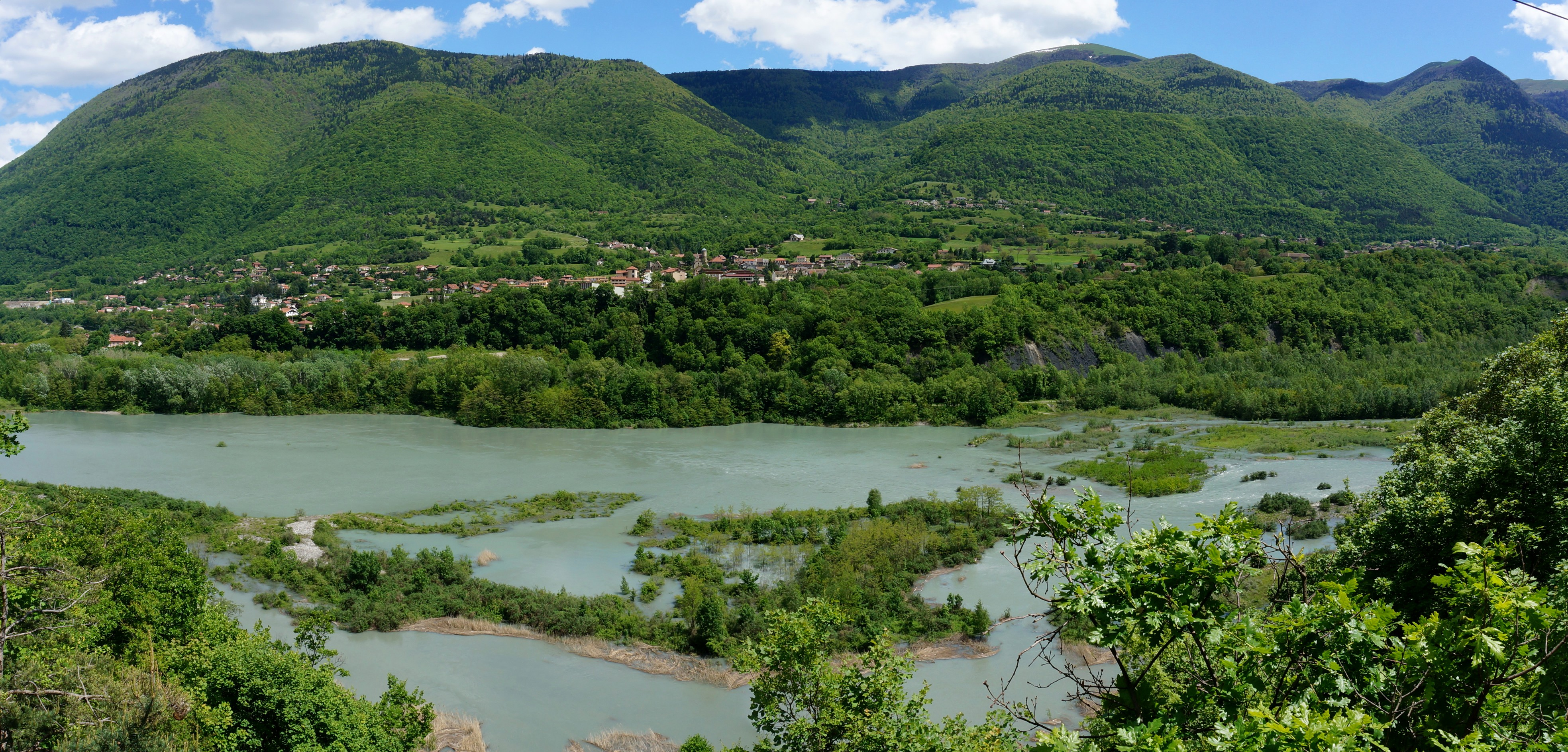
La vallée du Drac et la réserve naturelle des Isles du Drac avec, en face, Saint-Georges-De-Commiers.

Le pont de La Rivoire se situe à l'extrémité orientale de la gorge de La Rivoire et enjambe les étangs du Drac ainsi que la réserve naturelle régionale des Isles du Drac.
Le pont est cerné entre les montagnes du Grand Brion et du Petit Brion à l'ouest, et la ville de Saint-Georges-de-Commiers ainsi que du massif du Taillefer (avec le Connex et la montagne du Conest) à l'est. Il est établi en parallèle du pont routier faisant passer la D63 qui relie Vif à Saint-Georges-de-Commiers.